# خلف سطام
خلف سطام ، لاعب كرة قدم كويتي سابق، لعب في نادي الشباب الكويتي ولمنتخب الكويت لكرة القدم. شارك في كأس الخليج 1970 تحت قيادة المدرب المصري طه الطوخي وأختير ضمن أفضل 11 لاعب في البطولة. سجل هدف في مرمى منتخب قطر لكرة القدم.